# Битка при Пелагония
Битката при Пелагония е сражение от септември 1259 година във войната между Никейската империя и антиникейска коалиция, състояща се от Ахейското княжество (Морея), Епирското деспотство и Сицилианското кралство. Сражението е решително събитие за историята на Балканите и Мала Азия, осигурило възвръщането на Константинопол и днешна континентална Гърция от византийците и последвалото унищожение на Латинската империя през 1261 г.
Точното място на сражението остава неуточнено. Наричана е още битката при Костур от 3 византийски източника – Георги Пахимер, Георги Акрополит и Никифор Григора, според които военният лагер на Епирското деспотство е атакуван първоначално в местност, наричана „Бориловата гора“ (на гръцки: Βορίλλα λόγγος). Все пак сражението включва и обсадата на крепостта на Прилеп в Пелагония, поради което по-доброто име е Битка при Пелагония.

## Дипломатическа подготовка
Никейският император Теодор II Ласкарис умира през 1258 г. и е наследен от младия Йоан IV Дука Ласкарис под регентството на Михаил VIII Палеолог. Последният си поставя за цел да възстанови Византийската империя и да възвърне всичките ѝ територии отпреди Четвъртия кръстоносен поход. През 1259 г. ахейският принц Гийом II дьо Вилардуен се жени за Анна Комнина Дукина – дъщеря на Михаил II Комнин, като така затвърдява съюза си с Епирското деспотсво и Ахейското княжество срещу Никея. Обвързва се и с крал Манфред Сицилиански, женен за Елена Дукина – другата дъщеря на Михаил II Комнин, който им изпраща 400 рицари.

## Никейско нашествие
През 1259 г. Никея нахлува в областта Тесалия и през септември армиите на Ахейското княжество и Епирското деспотство се насочват на север, за да ги пресрещнат. Никейците са водени от севастократор Теодор Дука, брат на Михаил II Комнин. Според френската „Морейска хроника“ никейските въоръжени сили се състоят основно от византийска армия, турски наемници, 2000 кумани, 300 германи, 13 000 унгарци, 4000 сърби, малко власи и българи. Предполага се, че никейците действат общо с 27 конни дивизии, макар че числата вероятно са преувеличени. Теодор Дука също събира и местни селяни с техни стада, като ги разполага по върховете, за да изглежда отдалеч, че са част от войските му.
Теодор Дука изпраща лъжлив дезертьор при Михаил II Комнин и Гийом II Вилардуен, който преувеличава броя на никейските войски и насажда виждане на Михаил II Комнин да не воюва с член на семейството си. Баронът на Каритания, с неговите 300 германски войници, не вярва на дезертьора и убеждава ахейците да не напускат бойното поле. През нощта обаче Михаил II Комнин и войниците му преминават на страната на Теодор Дука, като повод според Георги Пахимер е кавгата между незаконния син на Михаил севастократор Йоан Палеолог и Вилардуен.
На следващия ден баронът на Каритания атакува германските наемници на страната на Никея. Унгарските наемни стрелци избиват конете на ахейците, като оставят рицарите беззащитни. Ахейските пехотинци избягват от сражението и рицарите се предават, а самият Гийом II Вилардуен бяга и се скрива в купа сено, където скоро е пленен. Теодор Дука го отвежда при ръководителя на експедицията на никейците Йоан Палеолог – брат на Михаил VIII. Пленени са и почти всички барони на Морейското княжество. За да бъдат освободени, Михаил VIII поставя условие да получи териториални компенсации.

## Последици
Йоан Палеолог превзема Тива. Никея се утвърждава като водеща сила в тази част на Балканите и основен претендент за възстановяването на Византийската империя, осъществено две години по-късно. 
В 1261 година в Никли, в Морея, е свикан т.нар Парламент на дамите, който решава да приеме някои от условията на Михаил VIII за да бъде освободен плененият принц и барони и предава морейски крепости в югоизточната част на Пелопонес с принадлежащите им територии - Монемвасия, Мистра, Велика Майна и Гераки. Крепостите в Пелопонес, които Византия получава през 1262 година, се превръщат в основна база при византийското настъпление срещу латинските територии в този регион.

## Неточност
Според „Морейската хроника“ в битката участва дукът на Каринтия. По това време обаче дук е Улрих III, чието управление продължава дълго след 1259 г. и вероятно изобщо не е участвал в битката. Авторът на хрониката може да е измислил въображаем дук, за да уравновеси персонажа на Вилардуен.